# 蛙頭鯰
蛙頭鯰為輻鰭魚綱鯰形目海鯰科的其中一種，分布印度西太平洋區，從印度東岸、斯里蘭卡至印尼婆羅洲半鹹水域、海域，體長可達25公分，棲息在沿岸海域、河口區，底棲性魚類，屬肉食性，可做為食用魚。